# Singapore ved sommer-OL 2024
Singapore deltog i sommer-OL 2024 i Paris, Frankrig i perioden 26. juli til 11. august 2024.
Singapore vandt én bronzemedalje.

## Medaljer
| 2024 Paris | Guld | Sølv | Bronze | Total |
| Singapore  | 0    | 0    | 1      | 1     |

### Medaljevinderne
| Singapore under sommer-OL 2024 i Tokyo | Singapore under sommer-OL 2024 i Tokyo | Singapore under sommer-OL 2024 i Tokyo | Singapore under sommer-OL 2024 i Tokyo | Singapore under sommer-OL 2024 i Tokyo |
| Medalje                                | Navn                                   | Sport                                  | Event                                  | Dato                                   |
| -------------------------------------- | -------------------------------------- | -------------------------------------- | -------------------------------------- | -------------------------------------- |
| Bronze                                 | Maximilian Maeder                      | Sejlsport                              | Herrernes Formula Kite                 | 9. august                              |